# Glińsk
Glińsk (niem. Leimnitz) – wieś w Polsce położona w województwie lubuskim, w powiecie świebodzińskim, w gminie Świebodzin.

## Historia

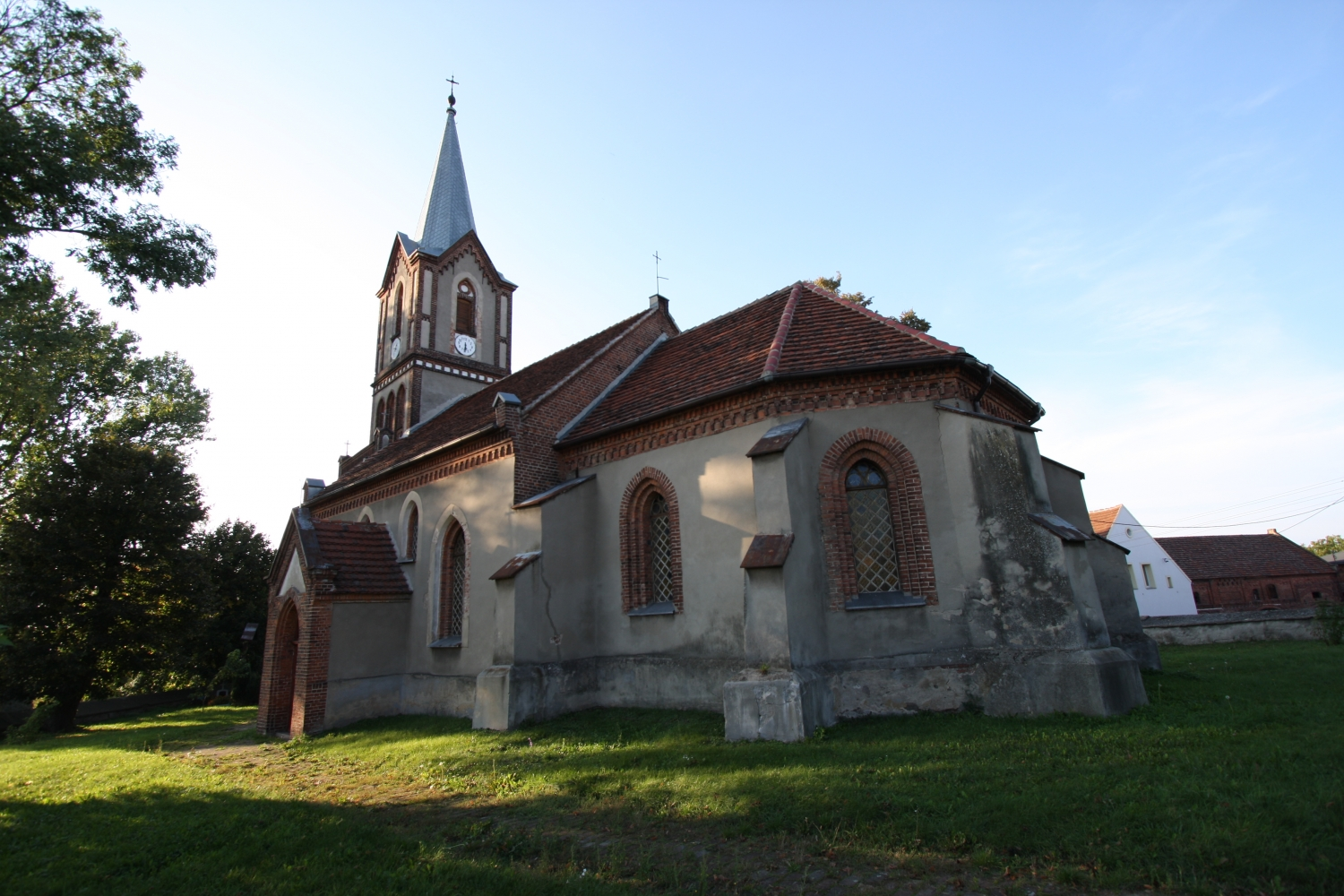
Kościół św. Józefa w Glińsku

Wieś wzmiankowana w 1236 roku. Od 1388 roku Glińsk staje się posiadłością cystersów z Paradyża. Od 1686 roku we wsi miały miejsce liczne skargi protestanckich mieszkańców na brak wolności religijnych, za którymi stały władze klasztorne w Paradyżu. W XIX wieku wieś staje się lokalnym centrum wydobycia węgla brunatnego, większość urobku była wykorzystywana w zakładach przemysłowych w pobliskim Świebodzinie.
Latem 1981 we wsi wybuchł konflikt pomiędzy rolnikami indywidualnymi (częściowo z NSZZ RI Solidarność), a pracownikami PGR Świebodzin o ziemię, która miała być zwracana w myśl porozumienia rzeszowskiego. Szefem protestujących rolników został Kazimierz Hukiewicz z Rusinowa (prezes powołanego wówczas Regionalnego Komitetu Akcji Protestacyjnej Rolników Indywidualnych). Na polach pod Glińskiem doszło do wzajemnego taranowania się traktorami oraz obsypywania wapnem z rozrzutników.
W latach 1975–1998 miejscowość administracyjnie należała do województwa zielonogórskiego.

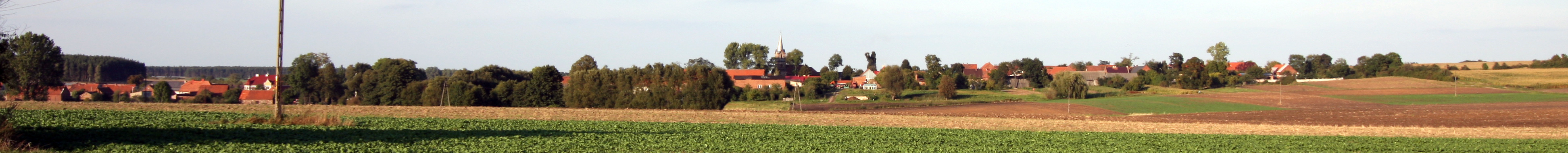
Panorama Glińska

## Zabytki
Do wojewódzkiego rejestru zabytków wpisany jest:
- zespół kościelny:
  - kościół filialny pod wezwaniem św. Józefa, wzniesiony w XV-XVI wieku, przebudowany w stylu neogotyckim w latach 1876-83
  - kaplica grobowa rodu Magdeburg, obecnie kostnica, z połowy XIX wieku
  - cmentarz kościelny
  - ogrodzenie z bramą, murowane, z XVI wieku, XIX wieku

inne zabytki:
- pałac eklektyczny z 1925 roku, wzniesiony na fundamentach starszego z połowy XIX wieku[6].